# فرانسس هاجسون برنت
فرانسس الیزا هاجسون برنت (انگلیسی: Frances Hodgson Burnett; ‏ ۲۴ نوامبر ۱۸۴۹ – ۲۹ اکتبر ۱۹۲۴) نمایشنامه‌نویس و نویسندهٔ آمریکایی-انگلیسی بود. وی بیشتر به خاطر داستان‌هایش برای کودکان مشهور است؛ داستان‌هایی از جمله لرد فانچلری کوچک، پرنسس کوچک، و باغ اسرارآمیز.

## زندگی‌نامه
فرانسس الیزا هاجسون برنت در سال ۱۸۴۹ در منچستر انگلستان متولد شد. وی از ۱۶ سالگی شروع به نوشتن داستان برای بزرگ سالان و کودکان کرد. دو داستان نخستین او، «لرد فانترلوی کوچک» و «پرنسس کوچولو» از محبوبیت جهانی برخوردار شدند. هر دوی این داستان‌ها دربارهٔ کودکانی دوستانه و خوش‌اخلاق هستند که بچه‌ها با خواندن داستان آن‌ها از آن‌ها درس می‌گیرند؛ ولی کتاب باغ سری، در مورد کودک بداخلاق و خشنی نوشته شد که گویی تنها مواجهه با چیزی حیرت‌انگیز، می‌تواند تغییری در اخلاق او بدهد. او در سال ۱۹۲۴، بر اثر مرگ طبیعی جان باخت. از روی داستان باغ اسرارآمیز فیلم‌های زیادی ساخته شده‌اند- که بی نقش در محبوبیت آیین کتاب نیستند.
بسیاری از کتاب های او به زبان فارسی برگردانده شده است.